# Catada odontophora
Catada odontophora là một loài bướm đêm trong họ Erebidae.